# Bahnhof Shin-Hamamatsu
Der Bahnhof Shin-Hamamatsu (jap. 新浜松駅, Shin-Hamamatsu-eki) ist ein Bahnhof auf der japanischen Insel Honshū, betrieben von der Bahngesellschaft Enshū Tetsudō. Er befindet sich in der Präfektur Shizuoka auf dem Gebiet der Stadt Hamamatsu, genauer im zentralen Stadtbezirk Chūō-ku.

## Beschreibung

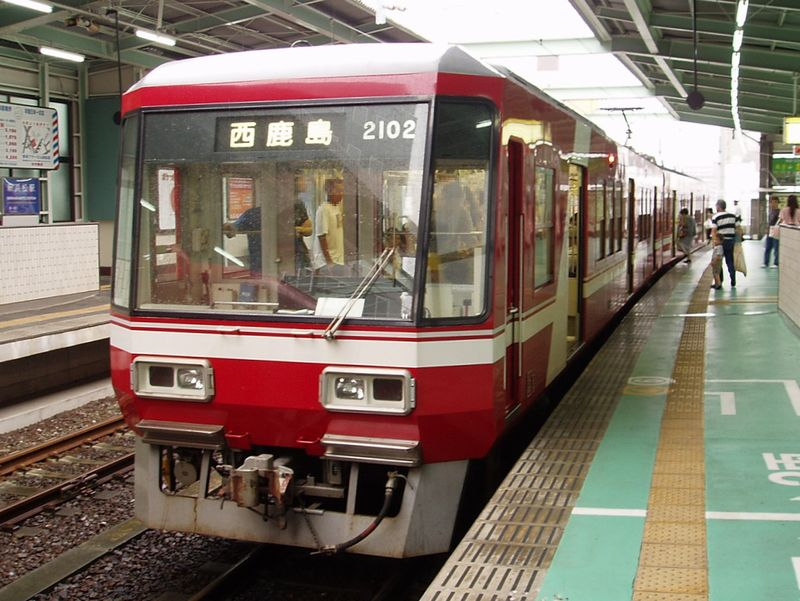
Bahnsteig mit Triebwagenzug

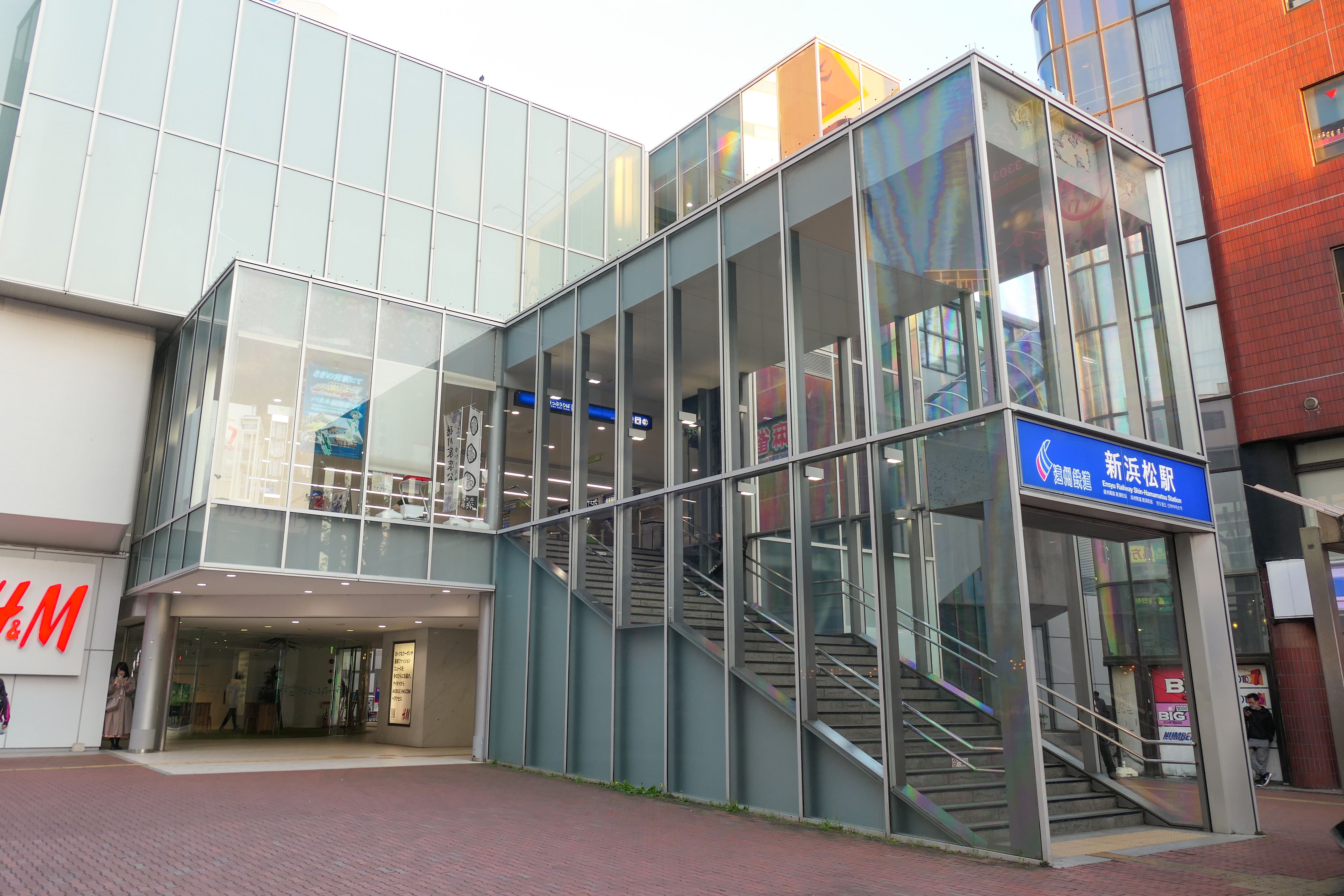
Westeingang (April 2023)

Shin-Hamamatsu ist ein Kopfbahnhof und die südliche Endstation der Enshū-Bahnlinie nach Nishi-Kajima. Die Züge der Bahngesellschaft Enshū Tetsudō (Entetsu) verkehren tagsüber in einem festen Takt alle zwölf Minuten, am frühen Morgen und späten Abend alle 20 Minuten. Je rund 150 Meter in östlicher bzw. nordöstlicher Richtung befinden sich der Hauptbahnhof und der zentrale Busbahnhof.
Der Bahnhof steht im zentralen Stadtteil Kajimachi, unmittelbar neben dem Entetsu-Kaufhaus, das zum selben Konzern wie die Bahngesellschaft gehört. Die von Süden nach Norden ausgerichtete Anlage umfasst drei Stockwerke, mit dem Eingang im Erdgeschoss und der Bahnsteighalle zuoberst. In der Ebene dazwischen sind die Bahnsteigsperren zu finden, außerdem führt von dort eine Fußgängerbrücke direkt ins Kaufhaus. Die beiden Gleise des Bahnhofs bilden den Beginn eines fast fünf Kilometer langen Viadukts durch das Stadtzentrum.
Im Jahr 2016 zählte der Bahnhof täglich durchschnittlich 15.920 Fahrgäste, womit er der am meisten frequentierte an der Enshū-Bahnlinie ist.

## Geschichte
Eine Vorgängerin der Entetsu, die Enshū Denki Tetsudō, eröffnete am 1. September 1927 die stadtseitige Endstation der Enshū-Bahnlinie. Sie trug den Namen Asahi-machi (旭日町) und befand sich etwas weiter nordöstlich am Standort des heutigen Hotels Crown Palais Hamamatsu (siehe Karte). Die Einfahrt erfolgte von Osten her; um zur heutigen Trasse der Enshū-Bahnlinie zu gelangen, musste eine Spitzkehre befahren werden. Am 1. August 1953 erfolgte die Umbenennung der Station in Shin-Hamamatsu. Deren ungünstige Lage und die ebenerdige Trassierung hatten betriebliche Einschränkungen zur Folge, weshalb die Entetsu einen Neubau plante.
Im Dezember 1980 begannen die Bauarbeiten am Viadukt. Zwei Monate später, am 4. Februar 1981, legte die Entetsu die alte Endstation still und ersetzte sie durch ein Provisorium. Nach fast fünf Jahren Bauzeit konnte der Viadukt am 1. Dezember 1985 in Betrieb genommen werden, zusammen mit dem heutigen Endbahnhof Shin-Hamamatsu. Die Strecke führt seither direkt von Norden hierhin und der umständliche Umweg über die Spitzkehre fiel weg. Das mit dem Bahnhof verbundene Entetsu-Kaufhaus wurde im September 1988 eröffnet.